# Ацтека (стадион)
„Ацтека“ (на испански: Estadio Azteca) е футболен стадион, разположен в Мексико Сити, столицата на Мексико. Наричан е „Колосът на Санта Урсула“.
От откриването му на 29 май 1966 г., стадионът е официален домакински стадион на професионален футболен отбор „Клуб Америка“ и официален национален стадион на националния отбор по футбол на Мексико. Има официален капацитет от 95 500 удобно седящи места. Практическият му капацитет е 105 064 места, а може да побере максимум 114 465 седящи зрители. Той е най-големият стадион в Мексико и третият най-голям футболен стадион в света.  Рекордната му посещаемост е 119 853 души на мача Мексико – Бразилия, 7 юли 1968 г. 
Считан за един от най-известните и емблематични футболни стадиони в света, ,  Ацтека е първият, който е домакин на два финала на световни първенства по футбол.  На финала през 1970 г. Бразилия побеждава Италия с 4:1 пред 107 000 фенове, а през 1986 Аржентина побеждава ФРГ с 3 – 2. Той също е домакин на четвъртфиналния мач през 1986 г. между Аржентина и Англия, в който Диего Марадона вкарва както „Гола на века“, така и гола с „Божията ръка“. Стадионът също е домакин на „Мачът на века“, когато Италия побеждава ФРГ с 4:3 в продълженията в един от полуфиналните мачове през 1970 г.
Стадионът е и основното място за футболния турнир на Летните олимпийски игри 1968.
Разположен е на 2195 m надморска височина. Покривният купол усилва шума отгоре, изпълвайки въздуха на терена с виковете на публиката и оглушителен неблагозвучен фон. Като се добави към това и смогът, Ацтека е едно от най-негостоприемните места за посещение от други отбори.

## Характеристики
- Капацитет

официален – 95 500 удобно седящи места.
- Терен

Размери на игрището: дължина 105 метра, ширина 68 метра.

Полето на стадиона е 9,50 метра под нивото на улицата. Той има уникална дренажна система, така че предпазва от наводнения и може да се играе минути след приключване на буря.

Позицията на стадиона е ориентирана по преминаването на слънцето през деня от изток на запад, така че по време на мачове да се избегне неблагоприятно положение на отборите спрямо слънцето.
- Осветление

Системата за осветление на стадиона е една от най-модерните в света и осигурява перфектна видимост при нощни игри при средна осветеност 1500 лукса. Използват се халогенни лампи от метал.
- Покрив и видимост

Покривът е с характерна куполообразна форма, която защитава много от феновете от дъжд. Стадионът има инфраструктура с максимална видимост към терена от всяка точка през деня или нощта, тъй като ъглите на наблюдение са изчислени с висока графична и математическа точност.
- Достъп

Стадионът има 10 порти, седем рампи и 27 входа.
- За хора с увреждания

Тунелът се намира в раздел 27. Special Low е входната зона за хора с увреждания. Има 33 места за инвалидни колички, всяка с възможност за допълнително място за придружителя. Тази област разполага и с необходимите санитарни възли за тази конкретна цел.
- Паркинг

Стадионът има общ паркинг за 3500 превозни средства и две приложения с 624 паркоместа. Има и 5 вътрешни паркинга за изключително ползване от собствениците и гости.
- Гардероби

Разполага с 3 области с шкафчета, които имат общо 52 прозорци. 

## Наематели
- Национален отбор по футбол на Мексико (1966- )
- Клуб Америка (Мексиканска лига) (1966- )
- Некакса (1966 – 70 и 1982 – 2003)
- Атланте (1966 – 82, 1996 – 2001 г. и 2004 – 2007 г.)
- Универсидад Национал (Пумас УНАД) (1967 – 1969)
- Атлетик Еспаньол (1970 – 1982)
- Круз Азул (1971 – 1996)
- Американ Боул (1994 г., 1997 – 1998 г. и 2000 – 2001 г.)
- НФЛ Международни срещи (2005)

## История
Стадион Ацтека е проектиран от архитектите Педро Рамирес Васкес и Рафаел Mихарес Алсéрека. Преди това те обикалят по света и оглеждат най-добрите футболни стадиони на времето в Буенос Айрес, Мадрид, Рим, Флоренция, Париж, Лондон, Москва и Варшава. Първата копка е направена през 1961 г. Изграждането отнема почти четири години. Построен е в напълно завършен вид през 1966 г. в навечерието на Олимпийските игри през 1968 г. и световни първенства по футбол 1970. Трибуните са на 3 нива. Откриването е с мача между Клуб Америка и Торино ФК (2 – 2) на 29 май 1966 г., с капацитет за 107 494 зрители. Мексиканският президент Густаво Диас Ордас открива стадиона в присъствието на президента на ФИФА Сър Стенли Роуз.

Модерната осветителна система на стадиона е открита на 5 юни 1966 с първия вечерен мач между Некакса и испанския Валенсия, завършил 1 – 3.
Стадионът е домакин на финалите за Копа Интерамерикана между Клуб Америка и Бока Хуниорс от Аржентина през 1978 г. и отново между Клуб Америка и Клуб Олимпия от Парагвай през 1990 г.
Ацтека е и мястото, в което Пеле и Марадона вдигат за последен път трофея на световното първенство по футбол (съответно Купата Жул Риме през 1970 и сегашната Световна Купа на ФИФА 1986.
Ацтека също е бил използван за музикални изпълнения през цялата си история. Майкъл Джексън (5 разпродадени шоута през 1993 г.), U2 (през 2006 и 2011 г.), Луис Мигел (през 2002 г.), Елтън Джон, Мана, Хуан Габриел, Глория Естефан, Ягуарес, Лени Кравиц, NSYNC, Хансон, Ана Габриел и Тримата тенори (Лучано Павароти, Пласидо Доминго и Хосе Карерас) всички са ставали част от основния спектакъл на стадиона.
Стадионът също е бил използван за политически събития, включително мексиканският президент Фелипе Калдерон закрива лидерска кампания през 2006 г., както и за религиозни събития, като появата на папа Йоан Павел II през 1999 г.

## Паметници и мемориали
На Ацтека има възпоменателен бронзов плакет на „Мача на века“ между Италия и Западна Германия, както и на „Гола на века“ на Диего Марадона срещу Англия.

Има и паметна плоча с имената на първия голмайстор в учредителния мач и в първата минута през нощта.

## Забележителни събития
Ацтека е бил домакин на различни международни спортни и културни събития, включително:

### Футбол
- Летни олимпийски игри 1968
- Световно първенство по футбол 1970
- Панамерикански игри 1975
- Световно първенство по футбол за младежи 1983
- Световно първенство по футбол 1986
- Купа КОНКАКАФ 1993
- Купа на конфедерациите 1999
- Купа КОНКАКАФ 2003
- Световна купа на ФИФА за юноши до 17 години

### Бокс и американски футбол
- На 20 февруари 1993 г. Хулио Сезар Чавес се боксира с Грег Хауген пред 132 247 зрители.
- На 2 октомври 2005 г. на стадиона се играе първият международен мач от редовния сезон в историята на НФЛ между „Сан Франциско 49“ и „Аризона Кардиналс“. Завършва с победа за „кардиналите“ 31 – 14 и държи рекорда за най-голяма публика, присъствала на мач от редовния сезон на НФЛ – 103 467 зрители.

### Концерти
- През октомври и ноември 1993 г. Майкъл Джексън завършва своето „Опасно световно турне“ с пет разпродадени шоута в този стадион, за общо 500 000 души (около 100 000 за шоу, повече от всеки друг изпълнител или група).
- На 14 май 2011 г. ирландската рок банда U2 представя „Завъртане на 360°“ и отбелязва най-присъствения концерт на турне с обща посещаемост от 110 000 души.
- На 8 май 2012 г. Пол Макартни изнася концерт на Ацтека за първи път в кариерата си. Разпродадени са билети за 53 000 души. Излъчва се в предаване по Телевизионния Канал 2 на Мексиканската телевизия.

### Погребални услуги
Погребението на мексиканския комик Чеспирито се провежда на 30 ноември 2014 г. на Ацтека. Той е бил дълго време фен на главния наемател на стадиона Клуб Америка.

## Допълнителна информация
- „Магически спомени живеят в прехваления Azteca“ – fifaworldcup.com – ФИФА
- Уилсън, Стив. „Световни Футболни стадиони“. ESPN. Посетен на 4 юни 2007.
- 1968 Летни олимпийски игри, официален доклад. Volume 2. Част 1. стр. 78 – 79.